# 2015 na Coreia do Sul
Esta é uma cronologia dos principais fatos ocorridos no ano de 2015 na Coreia do Sul.

## Incumbentes
- Presidente – Park Geun-hye (2013–atualmente)
- Primeiro-ministro
  - Chung Hong-won (2013–2015)
  - Lee Wan-koo (2015)
  - Choi Kyung-hwan (interino) (2015)
  - Hwang Kyo-ahn (2015–atualmente)

## Eventos
- 5 de janeiro – A Coreia do Sul anuncia que irá repatriar os restos mortais dos soldados do Exército de Libertação Popular da China mortos na Guerra da Coreia.[1]
- 5 de março – Um assaltante armado com faca fere o embaixador dos Estados Unidos na Coreia do Sul, Mark Lippert, na capital do país, Seul. As autoridades informaram que os ferimentos no rosto e no pulso não causaram risco à vida.[2]

## Esportes
- 3 a 14 de julho – A cidade de Gwangju sedia a Universíada de Verão de 2015
- 2 a 11 de outubro – A cidade de Mungyeong sedia os Jogos Mundiais Militares de 2015

## Mortes
- 4 de janeiro – Chang Sung-hwan, 95, general, político e diplomata
- 22 de fevereiro – Kim Kyung-roul, 34, jogador de bilhar
- 31 de março – Park Hee-jin, 83, poeta
- 22 de novembro – Kim Young-sam, 87, político, ex-presidente do país